# Mario Party Superstars
Mario Party Superstars — компьютерная игра в жанре party game, разработанная NDcube и выпущенная Nintendo в 2021 году для игровой системы Nintendo Switch. Является двенадцатой в серии Mario Party для домашних игровых систем и второй, выпущенной для Nintendo Switch после Super Mario Party. Выпуск состоялся 29 октября 2021 года.
Игра включает пять переработанных игровых полей из оригинальной трилогии для Nintendo 64 и 100 мини-игр из предыдущих частей серии, что роднит её с Mario Party: The Top 100 для Nintendo 3DS. В отличие от Super Mario Party, поддерживается управление кнопками. После выхода игра получила преимущественно положительные отзывы критиков, отметивших удачное обращение к истории серии через классические мини-игры и поля, а также функциональность онлайн-режима. Продолжение, Super Mario Party Jamboree, вышло 17 октября 2024 года.

## Игровой процесс
Игровой процесс Mario Party Superstars следует механике первых восьми игр серии Mario Party, отказавшись от системы передвижения на транспортных средствах, присутствовавшей в двух предыдущих номерных частях. Четверо персонажей, управляемых игроками или искусственным интеллектом, перемещаются по одному из пяти игровых полей, собирая монеты и звёзды. Победителем становится игрок, набравший наибольшее количество звёзд к концу игры, получая титул Super Star. Звёзды приобретаются у Тоадетты за 20 монет, также их можно получить другими способами. Во время хода игрок бросает кубик, позволяющий передвигаться на выпавшее количество клеток (от 1 до 10). Игроки могут использовать предметы, влияющие как на их собственное перемещение, так и на других участников. После завершения раунда, в котором ходят все четверо игроков, проводится случайно выбранная мини-игра из доступных 100. Все мини-игры заимствованы из предыдущих частей серии, причём 55 из них — из трилогии для Nintendo 64.
В игре представлены все игровые персонажи из первых четырёх частей серии, а также добавлены Бирдо и Розалина.

## Выпуск
Анонс игры состоялся 15 июня 2021 года на презентации Nintendo Direct в рамках выставки E3 2021. В ходе презентации были показаны обновлённые версии игровых полей «Peach’s Birthday Cake» из Mario Party и «Space Land» из Mario Party 2. По наблюдениям Райана Гиллиама из Polygon, в обновлённых полях появились события, отсутствовавшие в оригинальных версиях, а пользовательский интерфейс был заимствован из предыдущей игры серии — Super Mario Party. На презентации также было объявлено о возвращении Бирдо в качестве игрового персонажа впервые с Mario Party 9. Третье игровое поле, «Woody Woods» из Mario Party 3, было представлено на официальном сайте игры. Оставшиеся два поля — «Yoshi’s Tropical Island» из Mario Party и «Horror Land» из Mario Party 2 — были показаны во время трансляции Nintendo Direct 23 сентября.
В Mario Party Superstars присутствует несколько мини-игр из оригинальной Mario Party, требующих быстрого вращения аналогового стика. Эти мини-игры сопровождаются предупреждением о недопустимости вращения стика ладонью. Данное предупреждение связано со случаями травм рук игроков, использовавших такой способ управления.

## Оценки и мнения
| Сводный рейтинг    | Сводный рейтинг |
| Агрегатор          | Оценка          |
| ------------------ | --------------- |
| Metacritic         | 80/100          |
| Иноязычные издания |                 |
| Издание            | Оценка          |
| Destructoid        | 8/10            |
| Game Informer      | 8/10            |
| GameSpot           | 6/10            |
| IGN                | 8/10            |
| Jeuxvideo.com      | 15/20           |
| Nintendo Life      | [ 18 ]          |
| Shacknews          | 8/10            |

Согласно агрегатору рецензий Metacritic, Mario Party Superstars получила преимущественно положительные отзывы критиков. Митчелл Зальцман из IGN высоко оценил игру, отметив, что она объединила лучшие игровые поля, мини-игры, механики и улучшения из всей серии, что сделало её лучшей частью Mario Party за долгое время.
В первую неделю после выхода в Японии было продано 163 256 физических копий игры, что позволило ей занять первое место в списке самых продаваемых розничных игр недели. По состоянию на 31 марта 2024 года мировые продажи Mario Party Superstars составили 12,89 миллиона копий, что сделало её 20-й самой продаваемой игрой для Nintendo Switch.

### Награды и похвалы
| Год  | Награда                     | Категория            | Результат | Ссылка |
| ---- | --------------------------- | -------------------- | --------- | ------ |
| 2021 | The Game Awards 2021        | Лучшая семейная игра | Номинация | [ 23 ] |
| 2022 | 25th Annual D.I.C.E. Awards | Семейная игра года   | Номинация | [ 24 ] |
| 2022 | 2022 Kids' Choice Awards    | Любимая видеоигра    | Номинация | [ 25 ] |